# Sektor gospodarki
Sektor gospodarki – ogół przedsiębiorstw wytwarzających wyroby lub usługi o podobnym przeznaczeniu. Kryterium wyodrębnienia danego sektora jest korzystanie przez jego uczestników z tych samych technologii, tych samych źródeł zaopatrzenia oraz zaspokajanie tych samych potrzeb nabywców.

## Teoria rozwoju gospodarczego trzech sektorów
Według jednego z podziałów, wyróżnia się trzy sektory główne gospodarki:
1. sektor pierwszy (rolniczy) – obejmujący rolnictwo, leśnictwo, rybołówstwo i przemysł wydobywczy;
2. sektor drugi (przemysłowy) – obejmujący przemysł przetwórczy i budownictwo;
3. sektor trzeci (usługowy) – obejmujący szeroko rozumiane usługi.

Niekiedy wyodrębniany jest jeszcze sektor czwarty – obejmujący zdobywanie, przetwarzanie i dostarczanie informacji.
Taki podział opiera się stworzonej w latach trzydziestych XX wieku teorii trzech sektorów, wyjaśniającej ścieżki rozwoju gospodarczego, jakimi podążają wszystkie gospodarki narodowe. W myśl tej teorii rozwój ekonomiczny krajów podzielony jest chronologicznie na trzy etapy:
1. Preindustrialny (przedprzemysłowy) – okres, w którym dominuje zatrudnienie i produkcja w sektorze pierwszym (rolnictwo, zbieractwo, myślistwo, rybołówstwo i hodowla), a gospodarka jest słabo rozwinięta. Był on charakterystyczny dla wszystkich krajów aż do przemian rewolucji przemysłowej, kiedy nagły rozwój gospodarki w Wielkiej Brytanii, a następnie pozostałych państwach Europy Zachodniej i USA doprowadził do zmiany struktury gospodarczej i zwiększenia zatrudnienia w przemyśle. Obecnie na tym etapie rozwoju znajduje się duża liczba gospodarek krajów środkowej Afryki, niektóre kraje Azji i Oceanii;
2. Industrialny (przemysłowy) – okres, w którym dominuje zatrudnienie i produkcja w sektorach pozarolniczych (powyżej 60%), w szczególności zaś w sektorze drugim (przemysł, górnictwo, hutnictwo, budownictwo, energetyka). Natomiast sektor pierwszy charakteryzuje się zwiększoną produktywnością, tak by zaspokajać potrzeby pracowników fizycznych nie wytwarzających produktów spożywczych. Ta faza rozwoju była charakterystyczna dla Wielkiej Brytanii i Belgii od połowy XIX wieku do lat 50. XX wieku; Holandii, Niemiec, Francji i USA od 2 połowy XIX wieku do lat 60. XX wieku; Europy Północnej, Szwajcarii, Austrii, Kanady i Australii od końca XIX wieku do lat 60. XX wieku; Japonii, Urugwaju, Argentynie i Włoch od lat 20. do początku lat 70. XX wieku; Hiszpanii od lat 30. do lat 80. XX wieku; ZSRR od lat 40. do lat 90. XX wieku; Korei Południowej i Tajwanu od lat 60. do lat 90 XX wieku. W Polsce faza industrialna przypada na okres od lat 50. do lat 90. XX wieku. Współcześnie na tym etapie są np. Wenezuela, Boliwia, Algieria, Egipt, Irak, Iran, Oman, Indonezja, Wietnam, Chiny czy Korea Północna.
3. Postindustrialny (poprzemysłowy) – okres, który poprzez serwicyzację gospodarki, charakteryzuje się przewagą zatrudnienia i produkcji w sektorze trzecim (handel, finanse, nauka, usługi). Dzięki większej dostępności do wiedzy dotychczas słabo wykształceni pracownicy fizyczni z sektora pierwszego i drugiego mogą kształcić się i zdobywać kwalifikacje potrzebne do wykonywania pracy usługowej. Na tym etapie rozwoju gospodarczego znajdują się obecnie przede wszystkim większość krajów Europy, Izrael, USA, Australia, Nowa Zelandia, Kanada, Japonia, azjatyckie tygrysy, Argentyna i Urugwaj.

Po rewolucji informacyjnej coraz częściej dostrzega się wagę informacji w rozwoju światowej gospodarki, stąd coraz liczniej pojawiają się propozycje wyróżnienia czwartego etapu – gospodarki opartej na wiedzy. Kluczową rolę mają w niej odgrywać wysoko wykształceni pracownicy i dostęp do informacji, natomiast praca przy produkcji przemysłowej ma być w coraz większym zakresie zautomatyzowana.